# Yttre kilformade benet
| Posteromedial vy | Anterolateral vy |
| Vänstra yttre kilformade benet. Vänster: Baksidan och den mediala sidan. Höger: Framsidan och den laterala sidan. Illustrationer: Gray's Anatomy, 1918. (PD) |                  |

Yttre kilformade benet (latin: os cuneiforme laterale) eller tredje kilformade benet (os cuneiforme tertium) är ett ben i foten. Det är större än det mellersta kilformade benet men mindre än det inre. Liksom det mellersta har det formen av en kil med spetsen riktad nedåt. Benet är placerat i tarsometatarsalledernas (art. tarsometatarseae) mitt, med det mellersta kilformade benet på sin mediala sida, tärningsbenet på den laterala sidan, båtbenet innanför och det tredje mellanfotsbenet.
Yttre kilformade benet ledar mot sex ben:
1. Båtbenet (os naviculare)
2. Mellersta kilformade benet (os cuneiforme intermedium)
3. Tärningsbenet (os cuboideum)
4. Andra mellanfotsbenet (os metatarsale II)
5. Tredje mellanfotsbenet (os metatarsale III)
6. Fjärde mellanfotsbenet (os metatarsale IV)

Framsidan är triangulär och ledar mot det tredje mellanfotsbenets bas.
Baksidan ledar mot den laterala fasetten på båtbenets framsida. Ytan är skrovlig och fungerar som fäste för ligamentösa fibrer.
På den mediala sidan finns en främre och en bakre ledfasett som åtskiljs av en grund fördjupning. Den främre, ibland delad i två delar, ledar mot den laterala sidan av det andra mellanfotsbenets bas och den bakre, som ligger på kanten mot benets bakre sida, ledar mot det mellersta kilformade benet. I den mellanliggande fördjupningen fäster intraosseösa ligament.
Även på den laterala sidan finns två ledfasetter åtskilda av en skrovlig yta. Den främre är placerat i ytans övre hörn och har formen av en halv oval. Den ledar mot den mediala sidan av fjärde mellanfotsbenets bas. Den bakre fasetten, som är större och har en triangulär eller oval form, ledar mot tärningsbenet. I den mellanliggande ytan fäster ett intraosseöst ligament. De tre fasetterna som artikulerar mot de tre mellanfotsbenen ligger kant i kant liksom de två fasetterna riktade mot båtbenet och det mellersta kilformade benet. Tärningsbenets fasett brukar dock vara separat.
Ovansidan är avlång med en utdragen bakre, lateral vinkel.
Undersidan utgör en avrundad kant, där delar av senorna från muskeln m. tibialis posterior ("skenbenets bakre muskel") och m. flexor hallucis brevis ("den korta muskeln som böjer stortån") samt ligament fäster.